# Ford Cosworth DFV
Il Ford Cosworth DFV (sigla dell'inglese Double Four Valve) è stato il più longevo motore della storia della Formula 1.
Questo propulsore, infatti, venne impiegato nella massima serie dal 1967 fino al 1983, se si esclude la partecipazione al Gran Premio del Brasile 1988 di Alex Caffi con la Dallara 3087.
Fu inoltre impiegato in altre categorie, come nel Campionato mondiale sportprototipi dove venne utilizzato per oltre 20 anni su diverse vetture.
Dal 1967 al 1983 si è imposto in 155 Gran Premi, risultando perciò il più vincente motore di Formula 1 di sempre.

## Contesto
Molto era dovuto alla sua semplicità ed affidabilità, ma anche a potenze comunque elevate, nonostante non arrivasse al livello dei motori Ferrari (principale avversaria), i quali disponevano di più cavalli, ma erano pure più sofisticati, pesanti e consumavano più carburante.
Nonostante la sua scomparsa, qualcosa del DFV rimase nelle gare del circus, poiché i motori Cosworth che lo seguirono erano comunque basati sulla stessa architettura, e prendevano radici dal suo progetto.
Questo motore venne concepito da Mike Costin e Keith Duckworth.
I due tecnici, nonché fondatori della Cosworth, azienda produttrice di motori da corsa, vennero chiamati in causa dai vertici Ford e Lotus, per lo sviluppo di un motore studiato appositamente per correre in Formula 1.
Il loro compito era molto importante, perché sino a quel periodo i costruttori di auto inglesi godevano di una certa supremazia nel campo dello sviluppo telaistico e aerodinamico, mentre le case italiane, e particolarmente la Ferrari, erano molto abili soprattutto nei motori.
In un'epoca in cui le conformazioni aerodinamiche non erano esasperate come oggi, poter disporre di un motore potente era basilare per poter lottare contro gli avversari, così lo scopo principale era quello di riuscire almeno ad eguagliare la concorrenza.

## Progetto
La Ford finanziò il progetto con 100.000 sterline. Per realizzare il DFV si partì da un altro motore da corsa, l'FVA, anch'esso Ford, già impiegato in Formula 2, a sua volta derivato dal motore della Lotus Cortina.
Il primo passo degli ingegneri fu quello di unire idealmente due monoblocchi di FVA (un quattro cilindri in linea), dando origine ad otto cilindri a V il cui angolo di bancata era di 90°, perciò abbastanza ampio, il che avrebbe garantito un baricentro particolarmente basso alle auto che l'avrebbero utilizzato.
Non va però dimenticato che la cilindrata dei motori di Formula 1 doveva essere di 3.000 cm³, mentre l'FVA era da 1.600 cm³, perciò il primo prototipo aveva una cilindrata complessiva di 3.200 cm³.
A quel punto i tecnici iniziarono a lavorare su corsa e soprattutto alesaggio dei pistoni, per riproporre le proporzioni del quattro cilindri, dunque rimpicciolire il V8, mantenendo inalterate le doti di affidabilità del vecchio motore.
Tuttavia l'elemento su cui più lavorarono fu la testata. Questa infatti, è molto importante per la determinazione di un parametro caratteristico, ossia il rapporto di compressione.

Il rapporto di compressione determina il rendimento globale del motore, e quanto più è elevato, maggiore è il rendimento del propulsore. Essendo l'FVA molto competitivo sotto questo aspetto, si cercò di realizzare la testata del DFV il più simile possibile.
Ciò dipese anche dal fatto che era costruito totalmente in lega leggera d'alluminio.
Il suo peso era di 163 kg. La distribuzione era a quattro valvole per cilindro, che venivano comandate da quattro alberi a camme in testa, azionati da una cascata di ingranaggi.
La potenza erogata nella sua prima versione del 1967 era di circa 400 cv a 9.000 giri/min, mentre nelle ultime versioni del 1982-1983, si arrivò ad incrementarla di circa 100 cv.
Il motore vinse subito alla sua prima apparizione, il Gran Premio d'Olanda 1967.
Nel 1977 fu sperimentato un basamento in magnesio con cilindri integrali e canne riportate. Dopo alcuni test ed alcuni gran Oro, venne abbandonato per la scarsa affidabilità.
Nel 1983 venne sostituito dal motore DFY, comunque derivato dal DFV, che godeva di 10-20 CV in più, ma soprattutto era molto più reattivo ai bassi regimi, con una coppia superiore. Esso si differenziava per la corsa più corta, una testa a valvole più strette e le canne cilindro integrali (lavorate con trattamento superficiale in Nikasil) anziché riportate in ghisa.
Dopo essere stato dismesso dalla Formula 1, venne impiegato in Formula 3000 fino al 1992, con limitazione del regime di giri come da regolamento a 9000 giri che ne limitò la potenza circa 400cv.
Dopo il 1992 è rimasto inutilizzato per anni, fino al 2004 con l'introduzione del campionato riservato alle vetture d'epoca di Formula 1.

## Versioni derivate
Durante la sua lunga carriera dal "DFV" furono derivate altre versioni per specifiche applicazioni estranee alla Formula 1, di seguito le principali:

### Ford Cosworth DFX

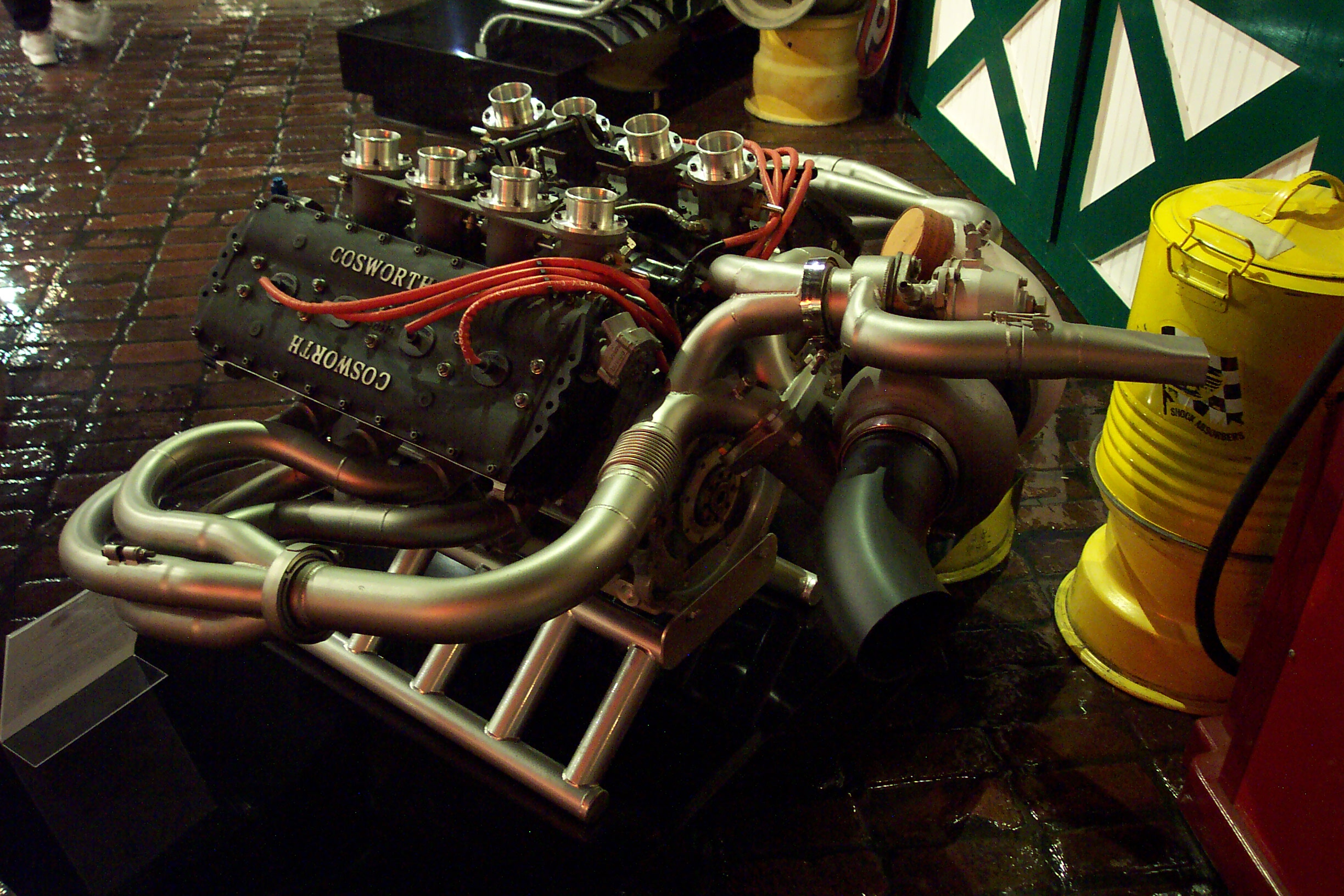
Un Cosworth DFX esposto al Museum of American Speed di Lincoln, Nebraska.

A partire dalle metà degli anni settanta la scuderia di Parnelli Jones realizzò una variante del DFV per impiegarlo nella serie americana USAC American Championship Car Racing, riservata a vetture monoposto, che vedeva come evento più importante della stagione la 500 Miglia di Indianapolis. La cilindrata fu ridotta a 2650 cm³ (limite regolamentare) e fu installato un turbocompressore: sviluppato dapprima in proprio dal team privato statunitense per la stagione 1976 e in seguito con il coinvolgimento diretto della Cosworth, fu un immediato successo e così come era stato il DFV per la Formula 1, il DFX divenne lo standard di riferimento per la serie USAC e la concorrente CART, in seguito ridenominata Champ Car, fino a quando non finì soppiantato da nuove tecnologie.

### Ford Cosworth DFL
Il DFV originale era stato usato in gare di durata già nel 1968 sul prototipo Ford P68 e negli anni settanta, principalmente grazie all'ostinazione dapprima della scuderia J.W. Automotive Engineering Ltd. e in seguito della Automobiles Jean Rondeau, ma le sue caratteristiche vibrazioni creavano problemi di affidabilità agli accessori del motore (nello specifico all'impianto di scarico) e, nonostante le vittorie ottenute nel 1975 e 1980 a Le Mans, si decise di riprogettare il motore per le specifiche esigenze delle gare di durata, aumentandone al contempo le quote di alesaggio e corsa, denominandolo DFL e ottenendone due varianti: inizialmente 3,3 litri e in seguito 3,9 litri. Per quest'ultimo i risultati furono disastrosi. Le vibrazioni erano così forti da determinare delle rotture anche al telaio delle Rondeau e della Ford C100, alla 24 di Le Mans del 1982. Il primo, migliorato con l'adozione di uno smorzatore e dell'iniezione completamente elettronica, invece fu a lungo usato nelle vetture delle categoria "C2". Una versione turbocompressa venne brevemente testata nel 1982 su una Ford C100, per poi essere abbandonata con la decisione della casa americana di abbandonare il mondiale endurance.

### Ford Cosworth DFW
Una piccola serie di motori DFV fu trasformata nel 1968-69 con un diverso albero motore in una versione a corsa più corta e cilindrata inferiore ai 2500 cm³ per gareggiare nella "Tasman Cup", serie automobilistica che si svolgeva tra Australia e Nuova Zelanda. I motori erano sostanzialmente dei DFV, tanto che terminata la stagione nell'emisfero australe, vennero riconvertiti nella versione originale.

## Evoluzioni dal 1987

### Ford Cosworth DFZ
Con il ritorno della Formula 1 ai motori aspirati nel 1987 (con cilindrata aumentata a 3,5 litri), fu approntata una versione con cilindrata maggiorata ed iniezione "full-electronics" del DFY utilizzata nel 1987-88 dai team clienti.

### Ford Cosworth DFR
Si trattò dell'evoluzione "definitiva", adottato dalla Benetton nel 1988 e dai team clienti nel 1989-91, presentava un diverso basamento con un abbassamento di 2,5 cm della posizione dell'albero motore e del volano.

### Ford Cosworth DFS
Si trattava della versione turbocompressa del DFR per le gare americane.

## Risultati
Complessivamente in Formula 1 ha vinto 155 Gran Premi, 12 campionati del mondo piloti e 10 campionati del mondo costruttori. Inoltre è stato l'ultimo motore aspirato ad aggiudicarsi il mondiale piloti di Formula 1, quando vennero introdotti i motori turbo.
Il primo pilota ad avere vinto una gara col DFV è stato Jim Clark con la Lotus nel 1967 (al GP d'Olanda), mentre l'ultimo Michele Alboreto nel 1983 con la Tyrrell (a Detroit).

Graham Hill è stato il primo a vincere il mondiale col DFV, nel 1968 sempre con la Lotus, mentre Keke Rosberg, con la Williams, è stato l'ultimo ad ottenere il mondiale con questo motore, nel 1982.
Nell'ambito delle competizioni delle vetture Sport prototipo, si è aggiudicato 2 volte la 24 Ore di Le Mans: nel 1975 su telaio Gulf-Mirage e nel 1980 sulla Rondeau M379.
Oltre che nei campionati di Formula 3000, si è imposto nei campionati CART e alla 500 Miglia di Indianapolis, anche se le versioni utilizzate in quelle gare non erano proprio dei DFV, ma le sue derivazioni DFX.